# Канара
Канара (итал. Cannara) је насеље у Италији у округу Перуђа, региону Умбрија.
Према процени из 2011. у насељу је живело 2888 становника. Насеље се налази на надморској висини од 193 м.

## Становништво
| 1936. | 1951. | 1961. | 1971. | 1981. | 1991. | 2001. | 2011. |
| ----- | ----- | ----- | ----- | ----- | ----- | ----- | ----- |
| 3.801 | 3.868 | 3.575 | 3.262 | 3.479 | 3.651 | 3.952 | 4.308 |